# Брезовиця (Сабінов)
Брезовиця, або Брезовіця (словац. Brezovica) — село в Словаччині, Сабіновському окрузі Пряшівського краю. Розташоване в північно-східній частині Словаччини в східній частині Левоцьких гір в долині Ториси.
Вперше згадується у 1317 році.
В селі є готичний римо—католицький костел з 1300 року перебудований в стилі ренесансу та бароко.

## Населення
| Рік:            | 1994. | 2004.   | 2014.   | 2024.   |
| --------------- | ----- | ------- | ------- | ------- |
| Кількість осіб: | 1675  | 1687    | 1710    | 1684    |
| Різниця:        |       | +0,71 % | +1,36 % | -1,52 % |

| Рік:            | 2023. | 2024. |
| --------------- | ----- | ----- |
| Кількість осіб: | 1684  | 1684  |
| Різниця:        |       | +0 %  |

В селі проживає 1679 осіб.
Національний склад населення (за даними останнього перепису населення — 2001 року):
- словаки — 99,53%,
- чехи — 0,18%,
- українці — 0,06%,
- русини — 0,06%,
- поляки — 0,06%,

Склад населення за приналежністю до релігії станом на 2001 рік:
- римо-католики — 96,32%,
- греко-католики — 2,13%,
- православні — 0,12%,
- протестанти — 0,12%,
- не вважають себе вірянами або не належать до жодної вищезгаданої конфесії- 1,30%

## Панорама

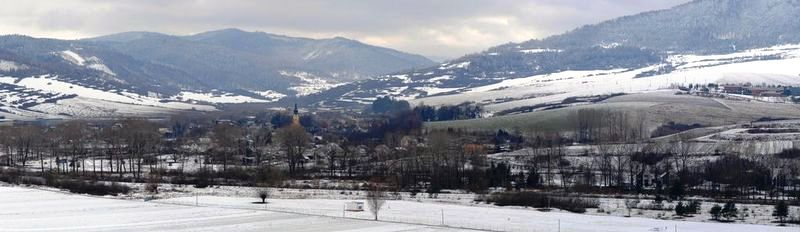
Панорама села Брезовиці

## Географія
Протікає Славковський потік.